# زال‌لار
زال‌لار (به لاتین: Zallar) یک تقسیمات کشوری در جمهوری آذربایجان است که در شهرستان کلبجر واقع شده‌است.